# Alastair Sim
Alastair Sim CBE (Edimburg, 9 d'octubre de 1900 – Londres, 19 d'agost de 1976) va ser un actor escocès.

## Biografia
Alastair Sim va néixer a Edimburg el 1900, l'últim fill d'una família de quatre germans. La seva mare, originària de l'illa d'Eigg, no parlava una paraula d'anglès quan adolescent, va arribar a la Gran Bretanya; no parlava, en efecte més que gaèlic. El seu pare, Alexandre Sim, era un home de negocis pròsper, establert a Edimburg, i qui posseïa alguns béns a Braemar. Entre altres singularitats, es va negar a ser ennoblit.
Va ser professor d'art dramàtic a la universitat d'Edimburg de 1925 a 1930, de la qual va ser més tard el rector, de 1848 a 1951.

## Carrera d'actor
Amb una predilecció per al teatre, Sim va començar amb  Otel·lo el 1930. Va assumir per a una temporada el paper del Capità Hook al Old Vic Theatre.
Va començar en el cinema el 1935, amb The Case of Gabriel Perry d'Albert de Courville, després va encadenar papers secundaris amb tant talent que gairebé robava sempre els primers papers. El Sergent Bingham quedarà com el personatge més destacat que va interpretar en aquesta època en la cèlebre sèrie de l'Inspector Hornleig, rodada entre 1939 i 1941. Compartia el cartell amb Gordon Harker, però el seu paper era tan brillant, que no es podia dir, en realitat, qui tenia el paper principal.
Se li van proposar molt ràpidament papers a la mesura del seu talent. Va multiplicar els èxits en realitzacions com Green for Danger, 1946, The Happiest Days of Your Life, - 1950 on és la Senyora directora, al costat de Margaret Rutherford. En els anys 1950, va ser escollit actor preferit pel públic britànic. El 1951 a Scrooge, va destacar en una adaptació de la novel·la de Charles Dickens Cançó de Nadal (A Christmas Carol). Va tornar amb el personatge el 1971 posant la seva veu a uns dibuixos animats i va ser, en aquesta ocasió, coronat amb un Oscar.
Hom recorda la seva actuació com Miss Fritton, Director a St. Trinian, a The Belles of St. Trinian’s (1954), on feia igualment el paper del seu germà, Clarence Fritton. Va reprendre més tard el paper de Miss Fritton a Blue Murder at St. Trinian’s - 1957. Tot i ser escocès, va declinar l'oferta que se li va fer de participar en Whisky Galore!, explicant que no podia sofrir els escocesos d'ofici. En altres pel·lícules que van fer la seva llegenda, hi ha Waterloo Road (1944), Pànic a l'escenari d'Alfred Hitchcock (Stage Fright - 1950), Folly to be Wise (1953), i An Inspector Calls (1954). La seva actuació com a inspector Goole (Mr Squales) a London Belongs to Me (1948) va impressionar tant Alec Guiness, que aquest últim s'hi va inspirar per a la seva interpretació a El quintet de la mort (1955)
Al teatre, i en els deu últims anys de la seva vida, va conèixer l’èxit al costat de Patricia Routledge, amb dues peces d'Arthur Wing Pinero The Magistrate i Dandy Dick, al Chichester Festival Theatre i al West End de Londres.
A la televisió, la seva aparició més memorable va ser la del jutge Justice Swallow, a la sèrie Misleading Cases, difosa entre els anys 1967 i 1971.

## Vida privada
Es va casar amb Naomi Plaskitt (1913-1999), i passa per haver estat el pare espiritual de l'actor George Cole, amb el qual va rodar a Cottage to Let (1941), The Happiest Days of Your Life (1950), Scrooge (1951), Laughter in Paradise (1951), The Belles of St. Trinian’s (1954), An Inspector Calls (1954), The Green Man (1956), i Blue Murder at St. Trinian’s (1957).
La seva relació amb la celebritat sempre ha estat ambivalent. No signava més que molt rarament autògrafs, i en una entrevista a la revista Focus on Film, va declarar que en una professió com a la seva, la seva popularitat només la deu al públic, que jutja els actors per les seves actuacions d'actor, i que tota la publicitat del món no hi pot canviar res.
Va ser condecorat amb el títol de comanador de l'Imperi Britànic el 1953. Es va negar més tard, com el seu pare, a ser ennoblit.
El 1959, va demandar (amb èxit) l'autor d'una publicitat de mongetes que s'havia servit de la seva veu, clamant que no sacrificaria mai el seu talent sobre l'altar del mercantilisme publicitari, pel motiu que fos. Va morir a l'edat de 76 anys a Londres, d'un càncer.
El 23 de juliol de 2008, va ser inaugurada una placa commemorativa sobre la façana de la seva casa, al 8 de Frognal Gardens, Hampstead - Londres.

## Filmografia
- 1935: A Fire Has Been Arranged: Cutte
- 1935: Late Extra: Mac
- 1935: The Riverside Murder: sergent McKay
- 1935: The Private Secretary: M. Nebulae
- 1935: The Case of Gabriel Perry
- 1936: Wedding Group: Angus Graham
- 1936: Keep Your Seats, Please: Drayton
- 1936: Man in the Mirror: l'intèrpret
- 1936: Troubled Waters: Mac MacTavish
- 1936: The Big Noise: Finny
- 1937: Strange Experiment: Lawler
- 1937: Melody and Romance: professor Williams
- 1937: A Romance in Flanders: coronel Wexton
- 1937: Clothes and the Woman: François
- 1937: Gangway: Taggett
- 1937: The Squeaker: Joshua Collie
- 1938: This Man Is News: Macgregor
- 1938: Alf's Button Afloat: The Genie of the Button / Eustace
- 1938: Sailing Along: Sylvester
- 1938: The Terror: ‘Soapy’ Marx
- 1938: Climbing High: Max
- 1939: The Mysterious Mr. Davis: Theodore F. Wilcox
- 1939: This Man in Paris: Macgregor
- 1939: Inspector Hornleigh: sergent Bingham
- 1939: Inspector Hornleigh on Holiday: sergent Bingham
- 1940: Law and Disorder: Samuel Blight
- 1941: Inspector Hornleigh Goes to It: sergent Bingham
- 1941: Cottage to Let: Charles Dimble
- 1942: Let the People Sing: el professor
- 1945: Waterloo Road: Dr. Montgomery
- 1946: Green for Danger: inspector Cockrill
- 1947: Hue and Cry: Felix H. Wilkinson
- 1947: Captain Boycott: Father McKeogh
- 1948: London Belongs to Me: M.Squales
- 1950: Pànic a l'escenari (Stage Fright): Comodor Gill
- 1950: The Happiest Days of Your Life: Wetherby Pond
- 1951: Laughter in Paradise: Deniston Russell
- 1951: Lady Godiva Rides Again: Hawtrey Murington (Optimum Films)
- 1951: Scrooge: Ebenezer Scrooge
- 1952: Innocents in Paris: Sir Norman Barker
- 1953: Folly to Be Wise: capità París
- 1954: The Belles of St. Trinian's: Millicent Fritton / Clarence Fritton
- 1954: An Inspector Calls: inspector Goole
- 1955: Escapade: Dr. Skillingworth
- 1955: Geordie: The Laird
- 1956: The Green Man: Hawkins
- 1957: Blue Murder at St. Trinian's: Miss Amelia Fritton
- 1958: the Doctor’s Dilemma: Cutler Walpole
- 1959: Left Right and Centre: Lord Wilcot
- 1960: The Millionairess: Sagamore
- 1960: School for Scoundrels or How to Win Without Actually Cheating!: M. S. Potter
- 1961: The Anatomist: Dr. Knox
- 1967: Misleading Cases (sèrie TV): Stipendary Magistrate Mr Swallow
- 1968: Cold Comfort Farm (TV): Amos Starkadder
- 1971: Conte de Nadal: Ebenezer Scrooge (veu)
- 1972: The Ruling Class: bisbe Lampton
- 1975: Royal Flash: M. Greig
- 1976: Rogue Male (TV): The Earl
- 1976: Escape from the Dark: Lord Harrogate